# Rivière Jupitagon
La rivière Jupitagon est une rivière coulant dans le territoire non organisé de Lac-Jérôme et dans les municipalités de Rivière-Saint-Jean et Rivière-au-Tonnerre, dans la municipalité régionale de comté (MRC) de la Minganie, dans la région administrative de la Côte-Nord, dans la province de Québec, au Canada.

## Géographie
Les principaux bassins versants voisins de la rivière Jupitagon sont :
- à ouest : Rivière au Tonnerre
- au nord et à est : Rivière Magpie
- au sud : Fleuve Saint-Laurent

La rivière Jupitagon prend sa source d'un lac non identifié et coule vers le sud sur environ 49 km pour se déverser sur la rive nord de l'estuaire maritime du Saint-Laurent. À partir de sa source, elle descend sur 12,5 km dans le territoire non organisé de Lac-Jérôme jusqu'à la limite nord-ouest de Rivière-Saint-Jean puis sur 20,8 km jusqu'à la limite entre Rivière-au-Tonnerre et Rivière-Saint-Jean, sur les 16,3 km restants elle divise les deux municipalités.

## Toponymie
Le toponyme Rivière Jupitagon a été officialisé le 5 décembre 1968 à la Commission de toponymie du Québec.